# Фине, Дик
Дирк Маркюс (Дик) Фине (нидерл. Dirk Marcus "Dick" Fiene; 6 апреля 1946, Амстердам — неизвестно) — нидерландский футболист, игравший на позиции нападающего, выступал за команды «Аякс» и «Де Волевейккерс».

## Спортивная карьера
Дик Фине начинал футбольную карьеру в амстердамском «Аяксе», играл за юношеский и молодёжный состав. В августе 1968 года нападающий был заявлен за основной состав. В чемпионате Нидерландов дебютировал 26 января 1969 года в гостевом матче с «Фортуной», выйдя на замену вместо Бенни Мюллера на 80-й минуте. Встреча завершилась победой амстердамцев со счётом 0:1. Через три дня Дик сыграл в товарищеском матче против военной сборной, проведя на поле все 90 минут. В том сезоне Фине сыграл ещё в одном матче — в заключительном туре с ГВАВ, появившись на замену.
В июне 1969 года Дик был выставлен на трансфер. В конце того же года он подписал контракт с клубом «Де Волевейккерс». В общей сложности Фине выступал за команду на протяжении четырёх сезонов. В мае 1973 года «Де Волевейккерс» выставил его трансфер. В августе было объявлено о переходе Дика в любительский клуб «Эйтхорн». Затем несколько лет играл за любительский клуб «Алсмер», где позже был тренером.

## Личная жизнь
Отец — Герардюс Йозефюс Фине, мать — Теодора Кеват. Родители были родом из Амстердама, они поженились в 1945 году.
Женился в возрасте двадцати лет — его супругой стала 15-летняя Элизабет Мариэтте Ньивкоп, уроженка Амстердама. Их брак был зарегистрирован 17 октября 1966 года в Амстердаме. В браке родилось четверо сыновей, двое из которых умерли в юности.